# Girton College
Il Girton College è un college dell'Università di Cambridge. È stato fondato il 16 ottobre 1869, ed era inizialmente riservato alle sole donne. Solo nel 1948, dopo l'ammissione delle donne all'università, il collegio è stato ufficialmente riconosciuto come tale. Dal 1979 vengono ammessi anche studenti maschi. Il college ospita attualmente 704 studenti.

## Storia
Girton fu fondato da Emily Davies e Barbara Bodichon e fu il primo college femminile presso l'Università di Cambridge.
Girton si trova piuttosto lontano dal sito principale dell'università, essendo a circa 4 km a nord-ovest della città di Cambridge, nel villaggio di Girton. Da qui deriva una presa in giro fra gli studenti, i quali sostengono che serva un passaporto per viaggiare fino al collegio.